# Laurent Valdiguié
Laurent Valdiguié, né le 5 mars 1965, est un journaliste français qui a travaillé au Parisien, à Paris Match puis au Journal du Dimanche et est, depuis la rentrée 2018, reporter chargé de l’investigation à l’hebdomadaire Marianne. Il est le coauteur d'un ouvrage critique sur l'hebdomadaire Le Canard enchaîné.

## Biographie
Avant de travailler à Marianne, il a été rédacteur en chef adjoint, chargé des informations générales et de la cellule investigations, du Parisien, rédacteur en chef de Paris Match, puis du Journal du Dimanche.
Il est cofondateur du collectif Victor Noir. Ce collectif d'investigation publie plusieurs ouvrages d'enquête sur des personnalités politiques dont Nicolas Sarkozy.
L'ouvrage Le Vrai Canard , écrit avec Karl Laske, a paru en 2008. Ses auteurs dénoncent les manquements et limites du Canard enchaîné. On apprend par exemple que les rédacteurs perçoivent des rémunérations élevées. Ils affirment aussi que la rubrique de deuxième page, La mare aux canards, a souvent été instrumentalisée par Brice Hortefeux au début des années 2000. 
Le livre examine les affaires survenues durant des présidences de François Mitterrand et s'interroge sur les relations de l'hebdomadaire avec lui. Il évoque aussi les relations entre ce dernier et Robert Gaillard, le père de Michel Gaillard, actuel PDG du Canard, blanchi à la Libération des poursuites de collaboration sur intervention de François Mitterrand. 

### Interview de Kadhafi
En mars 2011, Laurent Valdiguié réalise un entretien exclusif avec le dirigeant libyen Mouammar Kadhafi, alors que la Libye est touchée en plein cœur par la guerre civile. La révélation du retour de Libye du journaliste du JDD, à bord d'un avion privé et en compagnie de Ziad Takieddine, dont le nom a été médiatisé dans l'affaire Karachi, déclenche une controverse. Lors du contrôle des passagers dont Laurent Valdigué et son photographe, les douanes françaises trouve plus de 1,5 million d'euros en liquide dans la valise du marchand d'armes libanais,.  Placé en garde en vue,  Ziad Takieddine affirme avoir "facilité" la rencontre entre les correspondants du journal dont Laurent Valdiguié et son photographe avec le colonel Kadhafi. Par conséquent les circonstances de la réalisation de l'interview suscite des réserves  par le président du bureau de la Société de journalistes (SDJ) Alexandre Duyck tandis que la direction du JDD apporte son soutien à Laurent Valdiguié, celui-ci affirmant que  « les conditions journalistiques étaient tout à fait normales ». Selon Libération, un haut-fonctionnaire suggère que  « Cet intermédiaire s'est peut-être fait payer pour l'article de deux pages dans un journal français » tandis que Laurent Valdiguié défend l'intégrité du journal en déclarant « le JDD n'a rien payé pour décrocher l'interview de Kadhafi, évidemment non » tout en estimant :  « on n'obtient pas l'interview de Kadhafi en téléphonant à ses bureaux ».
En janvier 2021, il suit et rend compte du procès Karachi pour Marianne.

### Menaces de mort
Le 11 avril 2017, Laurent Valdiguié annonce avoir reçu des menaces de mort par courrier, similaires à celles adressées à des magistrats du pôle financier et aux rédactions du Canard enchaîné et de Mediapart. La lettre était accompagnée d'une balle et, sur le courrier, étaient dessinés une tête de mort et un cercueil. Il porte plainte auprès de la brigade de répression de la délinquance contre la personne (BRDP).

## Vie privée
Laurent Valdiguié est l'époux de Caroline Fontaine, ancienne journaliste à Paris Match,. En 2016, ils ont co-écrit l'ouvrage « Mon grand-père était un poilu », dix politiques livrent leur secret de famille» dans lequel dix responsables politiques évoquent leurs grands-parents qui ont combattu pendant la Grande Guerre.

## Ouvrages
- Un maire au-dessus de tout soupçon..., éditions Albin Michel, 2002.
- Notre honorable président - L'argent, les réseaux, les affaires, éditions Albin Michel, 2002.
- Nicolas Sarkozy, ou le destin de Brutus avec Karl Laske et le collectif de journalistes Victor Noir, éditions Denoël, 2006.
- Machinations - Anatomie d'un scandale d'état avec Karl Laske, éditions Denoël, 2006.
- Le Vrai Canard avec Karl Laske et le collectif de journalistes Victor Noir, éditions Stock, 2008.
- Clearstream, un scandale d'état avec Karl Laske, Pocket, 2009.
- Le Procès Villepin, éditions Stock, 2010
- « Mon grand-père était un poilu », dix politiques livrent leur secret de famille (avec Caroline Fontaine), éditions Tallandier, 2016.
- L'Enquête Balkany, Robert Laffont, 2017.
- Gérald Darmanin, le baron noir du Président, avec François Vignolle, éditions Robert Laffont, 2022.
- Fétiche 45 : les autres vies de Dominique Pélicot, éditions Seuil, 2025.